# Bassa de les Coberterades

La Bassa de les Coberterades, respecte del terme d'Abella de la Conca

La Bassa de les Coberterades és una bassa artificial del terme municipal d'Abella de la Conca, a la comarca del Pallars Jussà, a la vall de Carreu.
És al sector nord de la vall del riu de Carreu, al nord-est de les Coberterades, prop de la Pista dels Prats, a la dreta del barranc de les Coberterades.